# Scheuchenberg
Der Scheuchenberg (537 m) ist ein in Ost-West-Ausrichtung gestreckter, bewaldeter Bergrücken am Donaurandbruch bei Donaustauf im Landkreis Regensburg.
Er liegt in den Gemarkungen Sulzbach an der Donau, Demling und dem Forstmühler Forst. Am westlichen Fuße des Bergrückens befindet sich das Dorf Sulzbach an der Donau, am östlichen Fuße das Dorf Bach an der Donau.